# Viktor Semjasjkin
Viktor Semjasjkin (Russisch: Виктор Семяшкин) (29 december 1947) is een Russische atleet, die gespecialiseerd was in de sprint.
Op 14 maart 1971 verbeterde hij bij de Europese indoorkampioenschappen in Sofia het Europees record op de zelden gelopen 4 x 800 m estafette. Het team bestaande uit Valeri Taratynov, Stanislav Mesjtsjerskitsj, Aleksej Taranov en Viktor Semjasjkin lieten de klok stoppen op 7.17,8 en won hiermee een gouden medaille voor de estafetteploegen uit Polen (zilver; 7.19,2) en West-Duitsland (7.25,0).

## Palmares

### 1.500 m
- 1972: 7e EK indoor - 3.47,76

### 4 x 800 m estafette
- 1971:  EK indoor - 7.18,8